# Caldo de queso

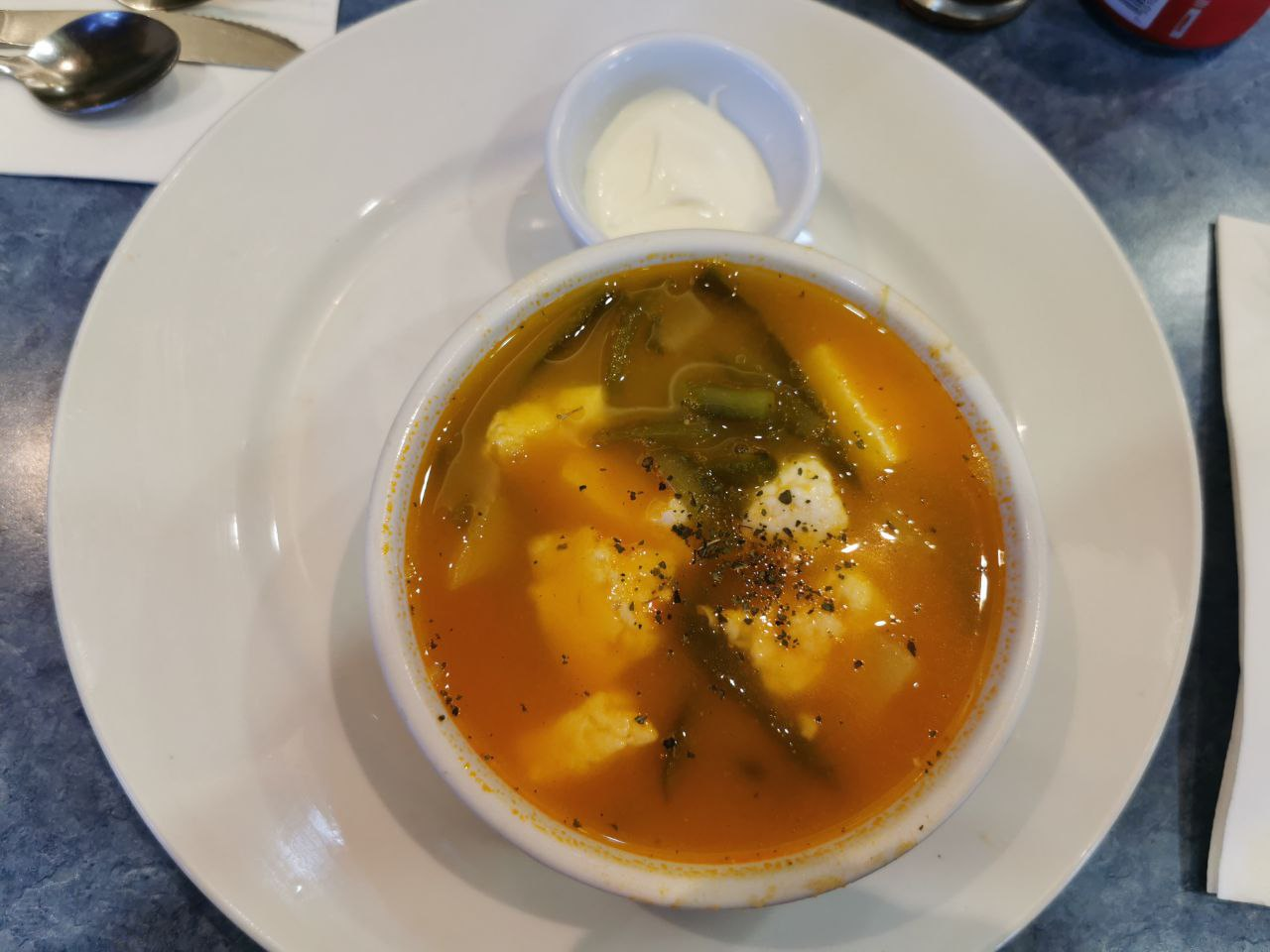
Caldo de queso

El caldo de queso es un platillo tradicional mexicano originario de Hermosillo, Sonora.
El caldo se hace con leche, agua hirviendo, papa, cebolla, jitomate, chile verde y orégano. También se le puede agregar, puré de tomate o caldo de pollo como condimentos.
El queso se agrega hasta el final, una vez que los demás ingredientes están cocidos, para evitar que este se gratine. Se suele preparar con cubitos de queso fresco o queso cotija; el contacto con el caldo hirviendo calienta el queso y le da una textura gomosa y masticable; a su vez se derrite ligeramente, dándole al caldo su sabor característico.
Al caldo de queso generalmente se le añade chiltepín o totopos.